# Бжезінка
Бжезінка (пол. Brzezinka, нім. Birkenau) — село в Польщі, у гміні Освенцим Освенцимського повіту Малопольського воєводства.
Населення — 2336 осіб (2011).

## Історія
Відоме з 1385 року.
Під час II світової війни на території Бжезинки, знаходився найбільший відділ гітлерівського табору смерті Аушвіц-Біркенау, а село евакуювали.
У 1983 році заснована парафія Матері Божої Королеви Польщі.

## Демографія
Демографічна структура станом на 31 березня 2011 року:
|          | Загалом | Допрацездатний вік | Працездатний вік | Постпрацездатний вік |
| -------- | ------- | ------------------ | ---------------- | -------------------- |
| Чоловіки | 1155    | 217                | 789              | 149                  |
| Жінки    | 1181    | 182                | 715              | 284                  |
| Разом    | 2336    | 399                | 1504             | 433                  |

## Зовнішні посилання
- Brzezinka // Słownik geograficzny Królestwa Polskiego. — Warszawa : Druk «Wieku», 1880. — Т. I. — S. 412. (пол.)

| Малопольське воєводство | Це незавершена стаття про Малопольське воєводство. Ви можете допомогти проєкту, виправивши або дописавши її. |